# 42.ª reunião de cúpula do G7
A 42.ª Cúpula dos Países Desenvolvidos (português brasileiro) ou 42.ª Cimeira dos Países Desenvolvidos (português europeu) ocorreu entre 26 e 27 de maio de 2016, em Shima, no Japão. Em março de 2014, após a Anexação da Crimeia, os sete países membros do grupo concluíram não poder estabelecer discussões normais com a Federação Russa no contexto diplomático multilateral. Desde então, as reuniões de cúpula têm sido realizadas dentro do modelo "G7". O G7 é composto pelas sete maiores economias do planeta.

## Antecedentes

### Escolha da sede
Oito cidades japoneses se candidataram para sediar a 42º reunião de cúpula do G7 no ano de 2016. Em 5 de junho de 2015, o Primeiro-ministro Shinzō Abe anunciou que Shima, na província de Mie, havia sido selecionada, vencendo Hiroshima, Kobe, Nagoya, entre outras candidaturas. Quando o governo encerrou o período de candidaturas de sedes, a província de Mie não estava na disputa. Posteriormente, um porta-voz do Governo japonês contactou o governador local incentivando-o a inscrever uma de suas cidades na eleição. Em 21 de janeiro de 2015, a Província de Mie foi declarada candidata a sediar a cúpula.
O Santuário de Ise, além de um dos maios importantes do país, é considerado um dos mais seguros por abrigar visitas constantes da Família Imperial. Outro fator relevante é sua localização próxima ao Aeroporto Internacional de Chūbu Centrair, em Aichi, oference acesso a um maior número de participantes. Contudo, o Primeiro-ministro japonês também nutre um laço forte com a localidade, visitando o santuário anualmente após o Ano-Novo.

## Participantes
A 42ª reunião de cúpula do G7 contou com a participação dos líderes de seus sete países-membros, além dos dois representantes da União Europeia. O Presidente da Comissão Europeia é um convidado permanente em todas as cúpulas desde 1981. Além dele, o Presidente do Conselho Europeu (Donald Tusk) também participou da reunião de cúpula em Shima.
A edição do encontro multilateral foi a última a contar com a participação do Primeiro-ministro britânico David Cameron, sucedido por Theresa May no cargo. Em contrapartida, foi a primeira reunião de cúpula do G7 a incluir o Primeiro-ministro canadense Justin Trudeau.

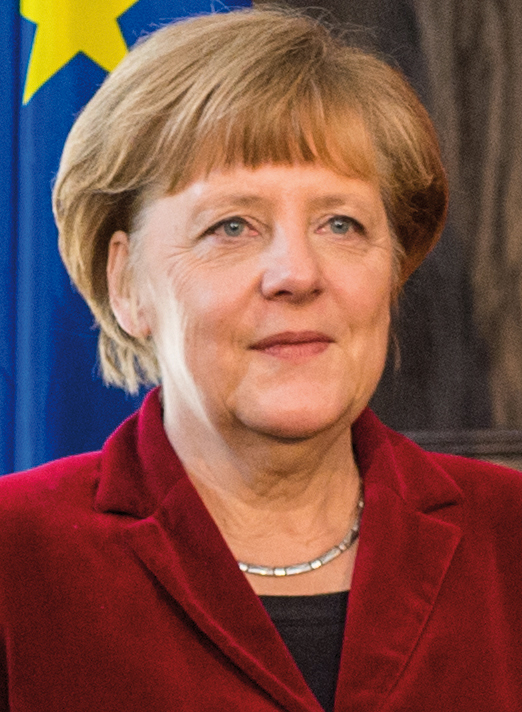
ALE Angela Merkel
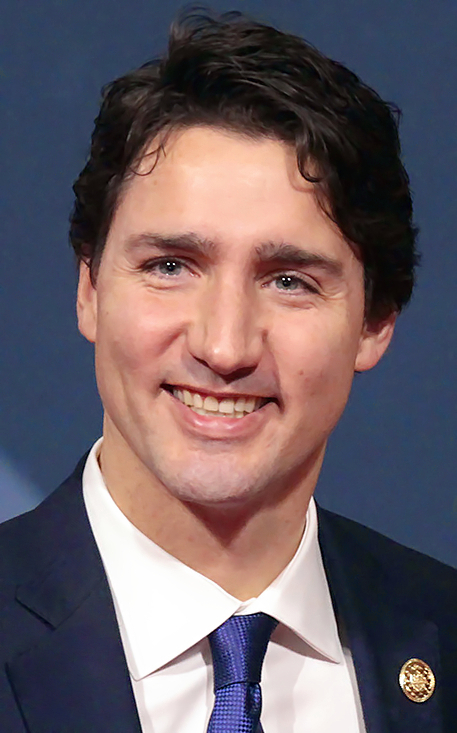
CAN Justin Trudeau
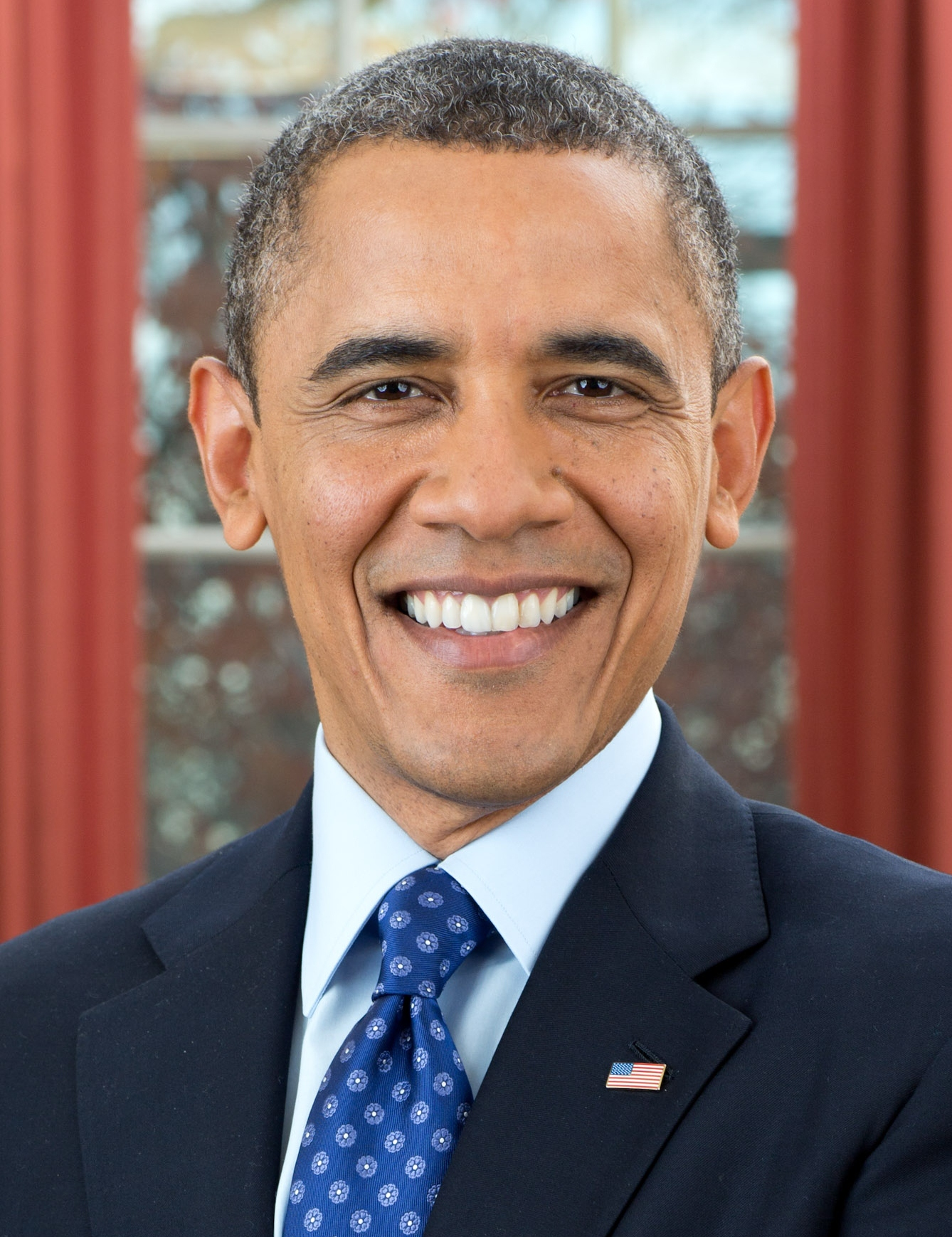
EUA Barack Obama
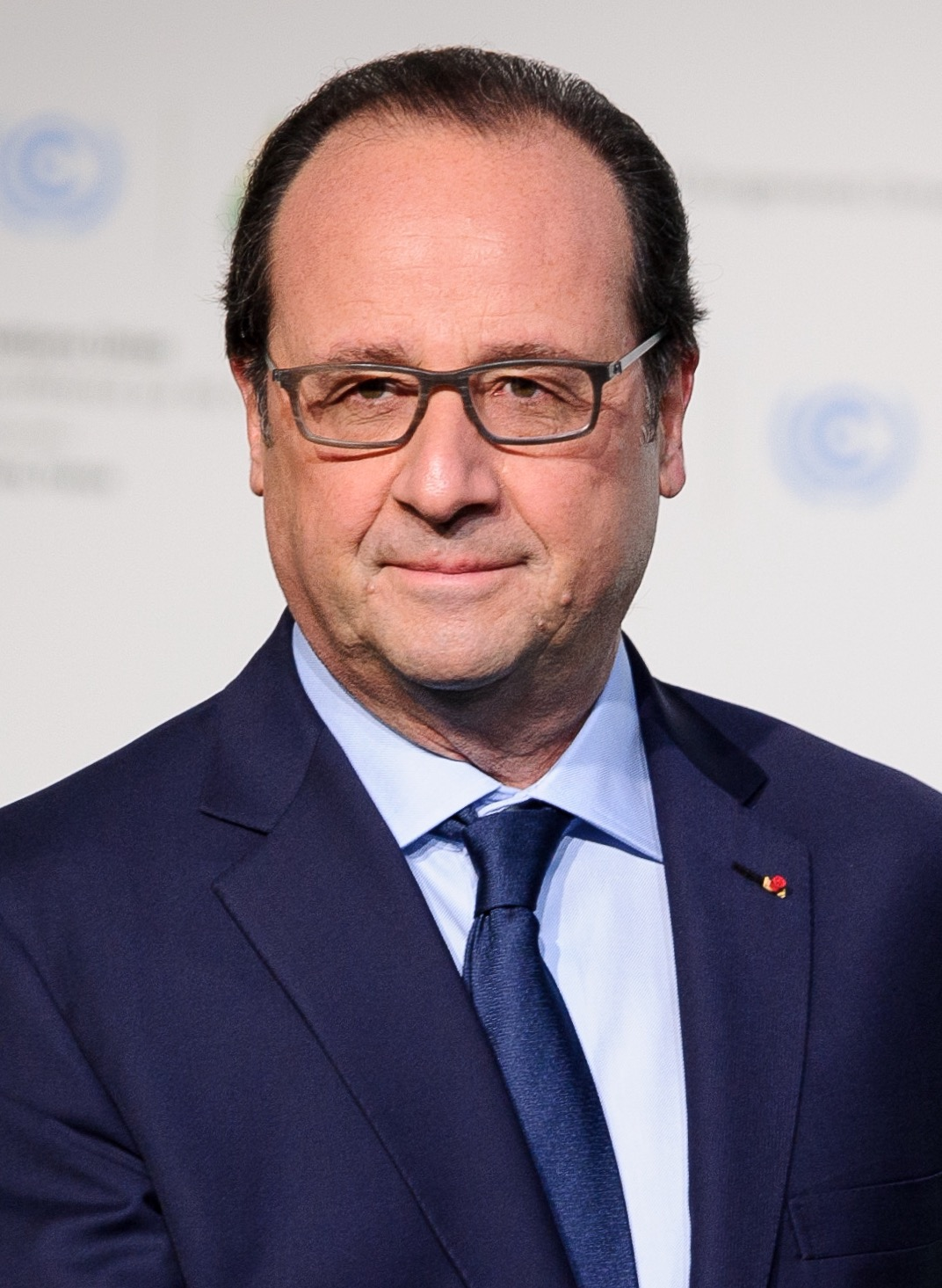
FRA François Hollande
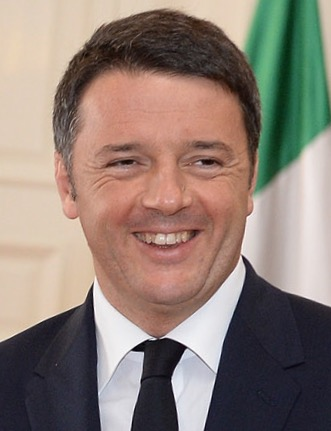
ITA Matteo Renzi
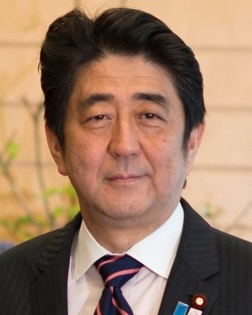
JPN Shinzo Abe
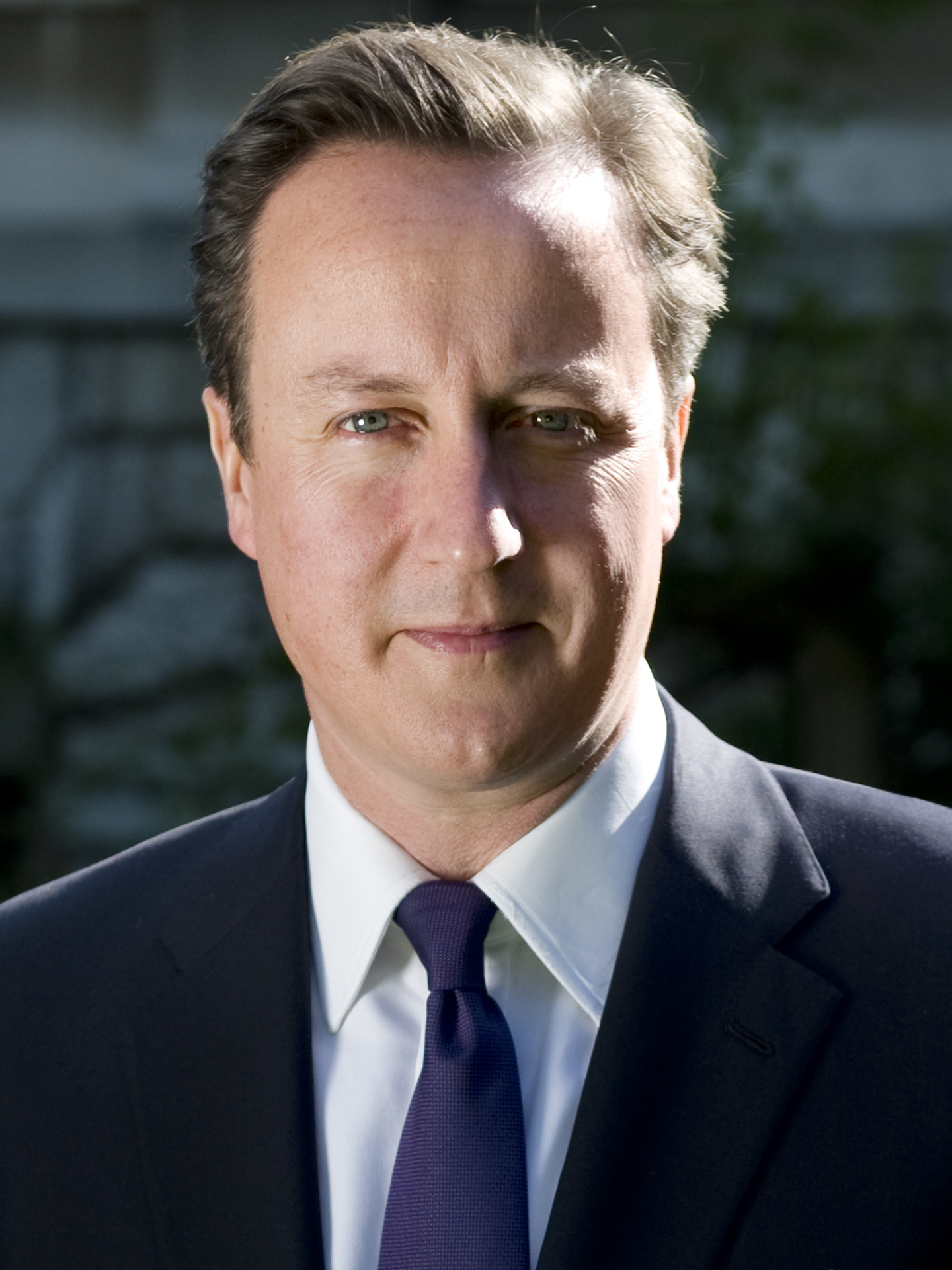
' David Cameron
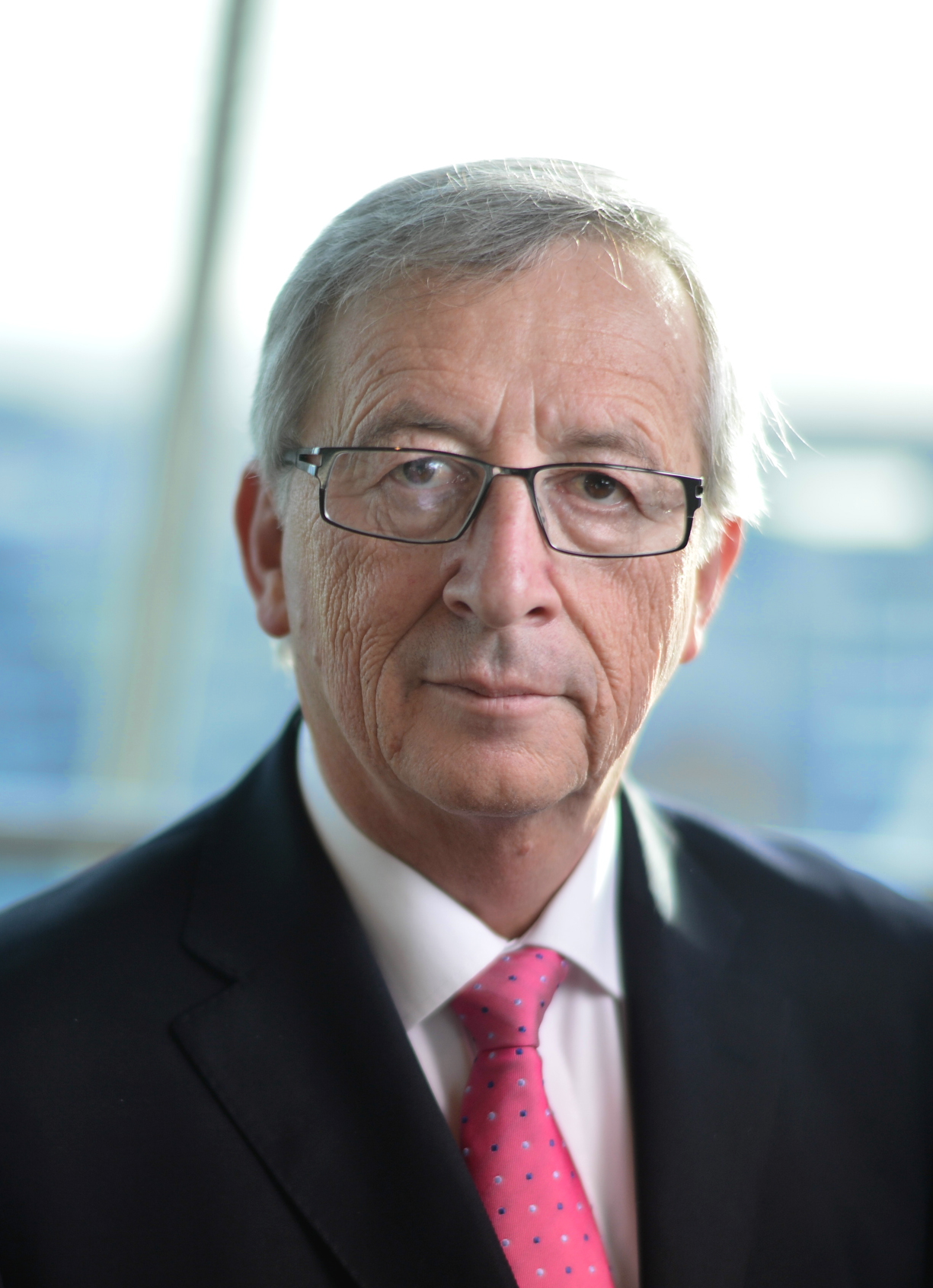
' Jean-Claude Juncker
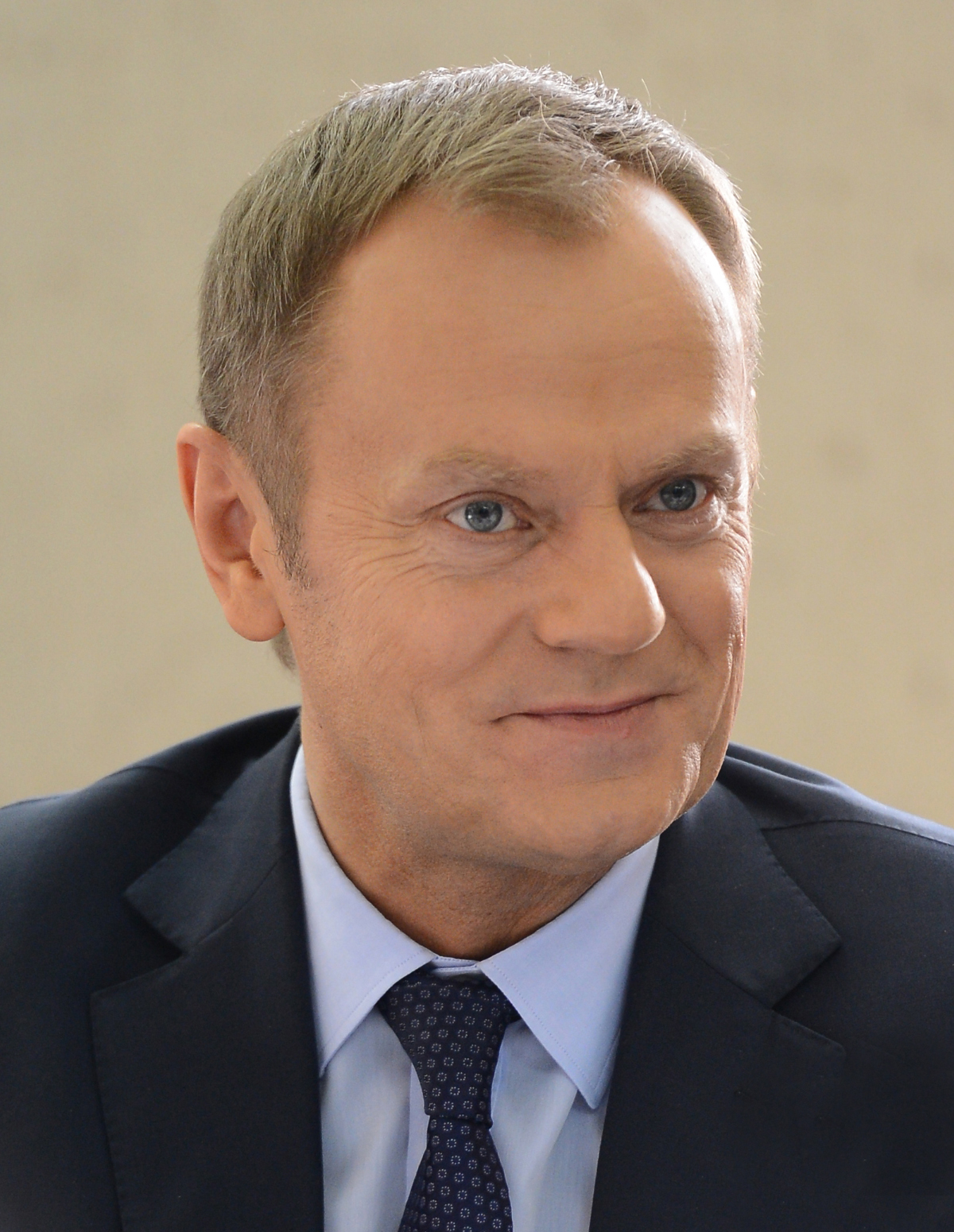
' Donald Tusk

- Alemanha
Angela Merkel
- Canadá
Justin Trudeau
- Estados Unidos
Barack Obama
- França
François Hollande
- Itália
Matteo Renzi
- Japão
Shinzo Abe
- Reino Unido
David Cameron
- União Europeia
Jean-Claude Juncker
- União Europeia
Donald Tusk

### Convidados

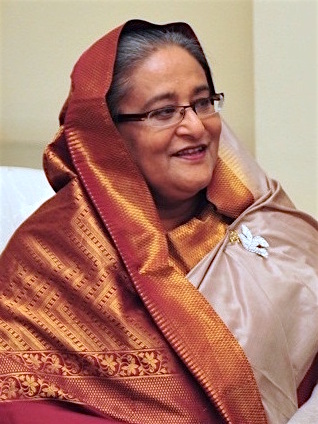
Bangladesh Sheikh Hasina
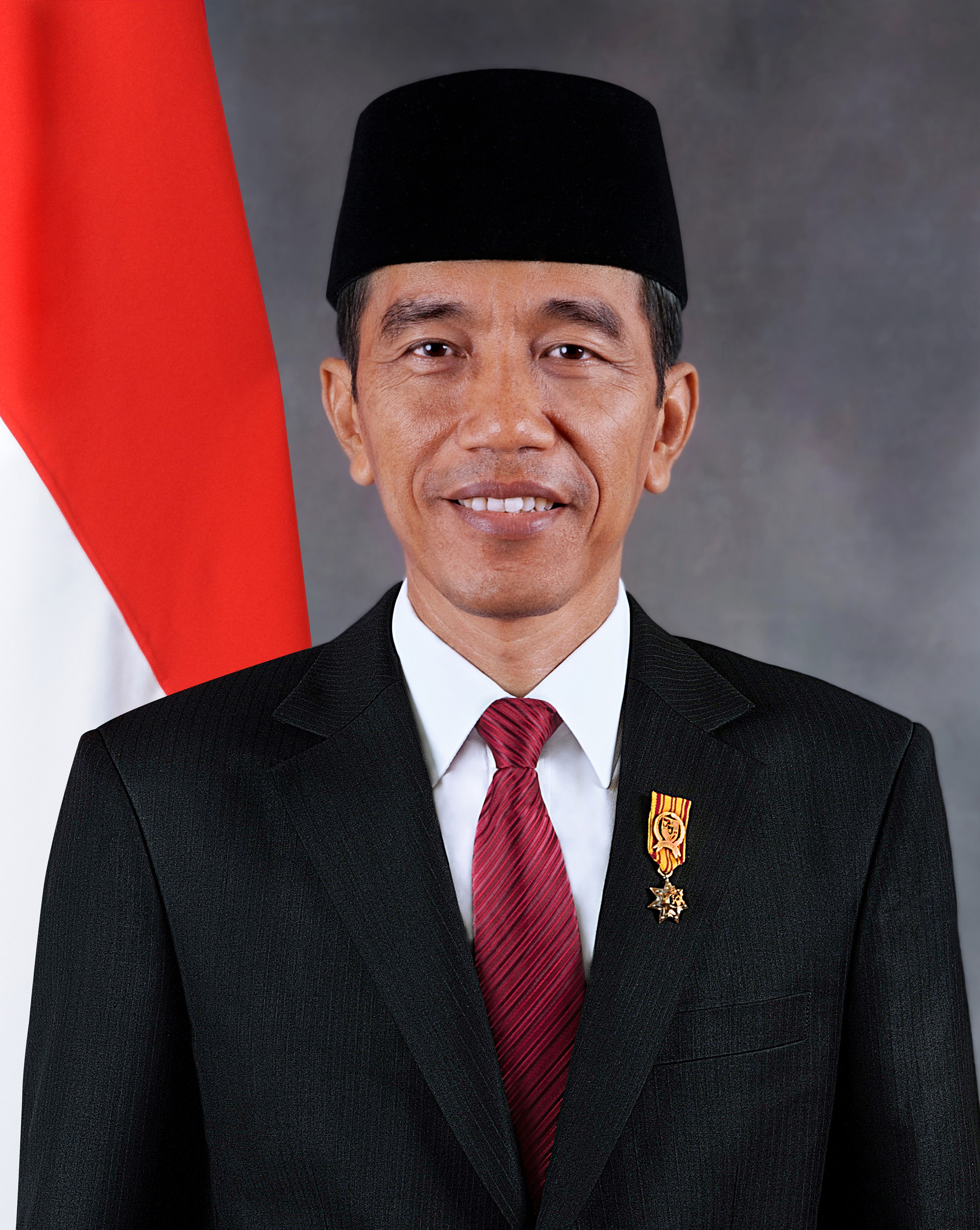
Indonésia Joko Widodo
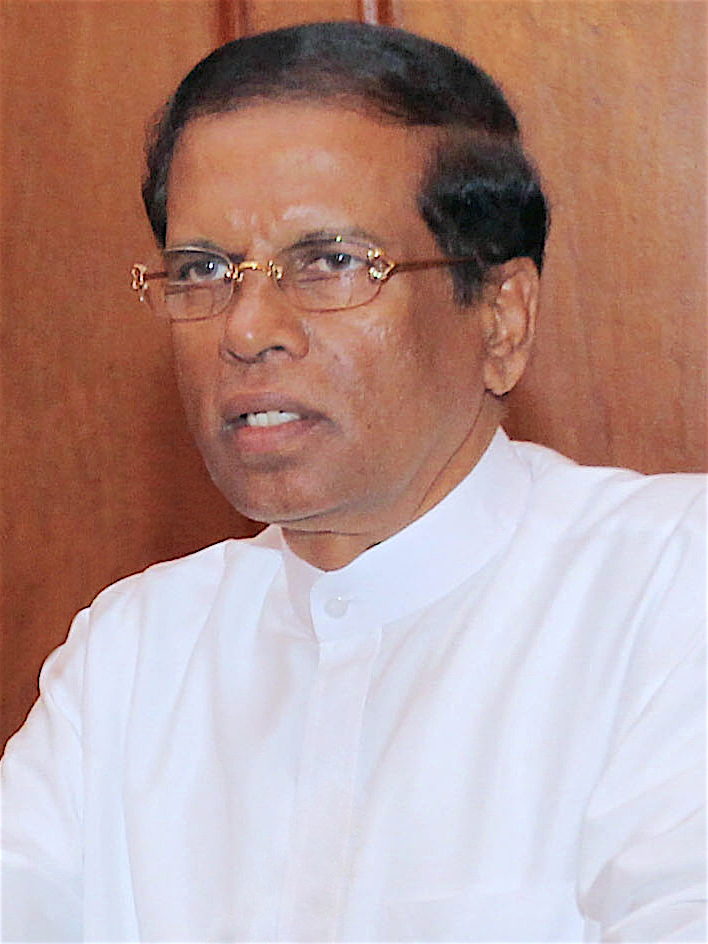
Sri Lanka Maithripala Sirisena
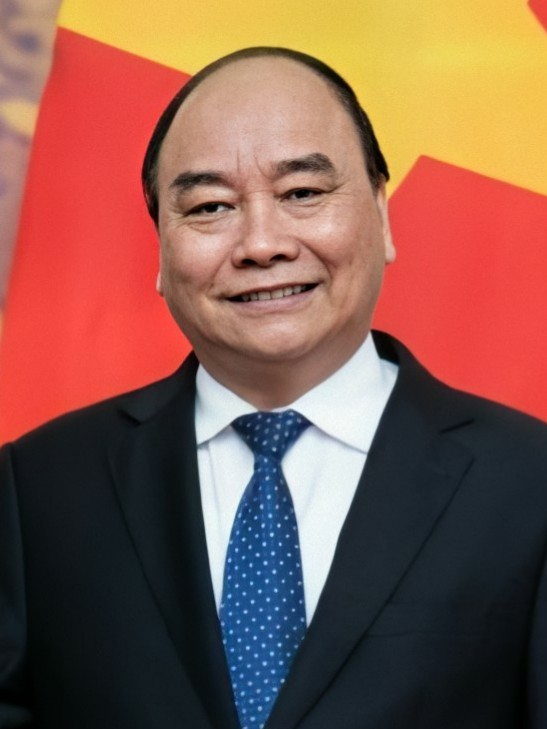
Vietname Nguyễn Xuân Phúc